# Cornelis Johannes Kieviet
Cornelis Johannes Kieviet (Hoofddorp, 8 maart 1858 – Wassenaar, 12 augustus 1931) was een Nederlandse onderwijzer en schrijver van jeugdboeken. Publicerend onder de naam C. Joh. Kieviet was hij de schepper van de beroemde romanfiguur Dik Trom.

## Dik Trom
Kieviet schreef zo'n vijftig boeken. Zijn eerste boek De twee neven verscheen in 1890 bij G.B. van Goor in Gouda. Het was ontstaan in het Noord-Hollandse gehucht Etersheim, waar hij in 1883 was aangesteld op het juist geopende eenklassige schooltje, waar hij met assistentie van een juf les gaf aan de dorpskinderen van 6 tot 14 jaar. Zijn verhalen liet Kieviet door de oudere kinderen van zijn klas voorlezen aan de jongeren; aan hun reacties las hij af of wendingen succesvol zouden zijn.
In 1891 verscheen Uit het leven van Dik Trom bij Kluitman. Wegens het ondeugende karakter van hoofdpersoon Dik Trom had het Kieviet moeite gekost een uitgever te vinden. Pas na acht jaar was het uitverkocht. Aan de tweede druk werden tekeningen van Johan Braakensiek toegevoegd, en nu liep de verkoop veel beter.

## Zaandam
Na de periode in Etersheim was Kieviet vanaf 1903 veertien jaar lang hoofd van de openbare lagere school in Zaandam. Hier schreef hij een vervolgdeel, ditmaal over Diks zoon Jan, dat in 1907 verscheen onder de titel De zoon van Dik Trom. In deze plaats schreef hij ook Toen Dik Trom een jongen was. Tien jaar later ging Kieviet vanwege zijn gezondheid vervroegd met pensioen. Hij verhuisde naar Wassenaar, waar de laatste drie delen van de Dik Trom-serie ontstonden. Hoofddorp (het eerdere Kruisdorp) is duidelijk te herkennen als plaats van handeling in de Dik Trom-boeken.
Behalve een half dozijn aan zijn held Dik Trom gewijde verhalen schreef Kieviet nog tal van andere jeugdromans, vaak ook in een samenhangende reeks, zoals De club "Van zessen klaar", Wilde Bob, De club op reis en De club in Valkenburg (1898-1915). Grote bekendheid kreeg ook het historische jeugdboek Fulco de Minstreel .
De twee detectiveromans voor volwassenen, die hij in zijn latere jaren schreef, trokken minder aandacht.

## Kinderboekenmuseum
Het voormalige dorpsschooltje van Etersheim is met de onderwijzerswoning in 2011 aangekocht door Stadsherstel Amsterdam, dat daarna bij het publiek fondsen heeft geworven voor een restauratie. In het gebouw is sinds maart 2013 het kinderboekenmuseum Het schooltje van Dik Trom gevestigd.